# Внеземной
«Внеземно́й» — художественный фильм украинского производства, снятый режиссёром Сергеем Крутиным в 2007 году. По роману украинского драматурга Юрия Голиченко. Премьера состоялась 9 декабря 2011 года.
Сюжет фильма основан на истории о Кыштымском карлике, произошедшей в 1996 году.

## Сюжет
К сельскому милиционеру Саше Кутенко (Юрий Степанов) однажды приходит его знакомый, пьяница Семёнов (Сергей Баталов). Семёнов рассказывает, что его тёща (Лина Будник) нашла нечто, на что Саше обязательно нужно взглянуть. Прибыв в дом к тёще, Семёнов показал Саше труп странного существа, своим видом наводящим на мысль о его инопланетном происхождении. Саша приносит труп домой и кладет его на хранение в холодильник. С этого момента у него начинаются ссоры с женой и он становится предметом соседских насмешек. Чем больше Кутенко разбирается в этом деле, тем очевиднее становится факт, что Егорушка действительно имеет инопланетное происхождение и что получить официальное признание этого факта невозможно. Но Саша не останавливает своих поисков, так как у него есть личная заинтересованность в этом деле.

## В ролях
| Актёр               | Роль                       |
| ------------------- | -------------------------- |
| Юрий Степанов       | Александр Петрович Кутенко |
| Лариса Шахворостова | Вера                       |
| Лина Будник         | Надежда Петровна           |
| Сергей Баталов      | Толя Семёнов               |
| Виталий Линецкий    | Вадим Колесников           |

## Премии и награды
- На XXXII Международном телевизионном фестивале «Золотой ларец» в Пловдиве (Болгария), фильм получил приз за лучшую режиссуру.
- На XLI Международном фестивале независимого кино в Хьюстоне (англ. WorldFest Houston Film Festival) фильм награждён Гран-при (англ. Grand Remi Award).